# Шагінян Марієтта Сергіївна
Маріє́тта Сергі́ївна Шагіня́н (* 21 березня (2 квітня) 1888; Москва — † 20 березня 1982, Москва) — російська письменниця (фантаст, біограф, поетеса) і літературознавець, журналістка та музикознавець вірменського походження. Герой Соціалістичної Праці (1976). Член-кореспондент Академії наук Вірменської РСР (1950).

## Біографія
Марієтта Шагінян народилася 21 березня (2 квітня за новим стилем) 1888 року в Москві в родині лікаря, професора Московського університету. Здобувши якісну домашню освіту, далі навчалася в приватному пансіоні, потім у гімназії Ржевської, одній із найкращих тогочасних гімназій Москви.
1912 року закінчила історико-філософський факультет Вищих жіночих курсів. Того ж року Шагінян побувала в Петербурзі, познайомилася та зблизилася із Зінаїдою Гіппіус і Дмитром Мережковським, цікавилася філософськими концепціями символістів, відчула їх вплив, що відбилося в книгах Шагінян «Про блаженство того, хто має. Поезія З. М. Гіппіус» (1912), «Дві моралі» (1914), в деяких статтях.
1913 року Шагінян видала книгу «Orientalia», яка принесла їй відомість. Велику роль у формуванні письменниці зіграла її співпраця з газетами «[Приазовский край]]», «Кавказское слово», «Баку», де вона регулярно виступала як професійний журналіст, висвітлюючи події літературного та мистецького життя країни.
У 1915—1918 роках Шагінян мешкала в Ростові-на-Дону, викладала в консерваторії естетику та історію мистецтв. В ці роки написала перший великий роман — «Своя доля», насичений філософською проблематикою.
За часів СРСР бралася за різні роботи: від директора 1-ї ткацької школи до лектора Інституту історії мистецтв. Але головною залишалась літературна діяльність. У 1922—1948 рр. працювала спеціальним кореспондентом відомих ідеологічних, комуністичних за спрямуванням, газет СРСР — «Правда» та «Известия».
Прийнята до лав Комуністичної партії (більшовиків) у 1942. Декілька років була депутатом Моссовєта.

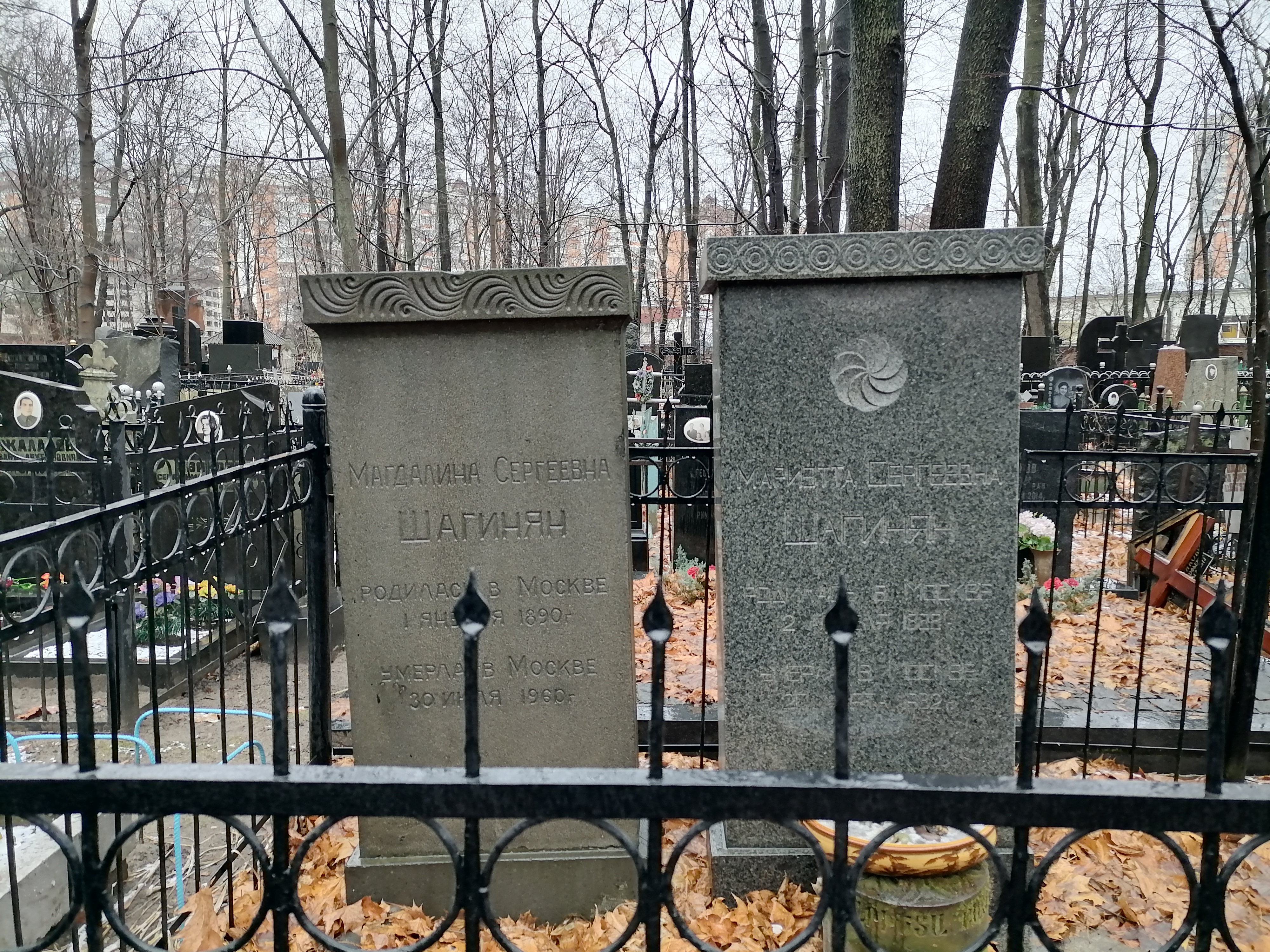
Могила Марієтти Шагінян

Отримала наукове звання доктора філологічних наук. Працювала членкором АН Вірменської РСР. Герой Соціалістичної Праці 1976 року. Чоловіком Марієтти став перекладач Яків Хачатрянц. 17 травня 1918 року в передмісті Ростова-на-Дону в Шагінянів народилася перша та єдина донька Мірель — майбутня художниця.
Померла в Москві 20 березня 1982 року, похована на Вірменському цвинтарі (філії Ваганьківського цвинтаря в Москві). На честь письменниці в СРСР випустили поштову марку.

## Фантастика у творчості Марієтти Шагінян
До фантастичних мотивів Шагінян зверталася ще в дореволюційні роки, опублікувавши оповідання — «Останній мілітарист», «Голова медузи» (обидва — 1916) та інші; їх низка об'єднана у збірці — «Дивні розповіді». Проте найбільшу популярність письменниці приніс авантюрний фантастичний роман, написаний у дусі так званого «червоного Пінкертона», — «Мес Менд, або Янкі в Петрограді» (1924 — під псевдонімом Джим Долар ;. виправлено — 1956 — «Мес Менд-, або Янкі в Петрограді», під своїм ім'ям.); екранізований в 1926 році як «Міс Менд»; продовження — «Лорі Лен, металіст» (1925) і «Шлях на Багдад» (1935); останній роман вперше виданий в одному томі з попереднім — «. Лорі Лен, металіст Дорога на Багдад» (1935). Сюжет цієї легкої і багато в чому пародійної трилогії включає обов'язкову для подібних творів «боротьбу світового пролетаріату» (використовує — особливо в першому романі — різні фантастичні винаходи і відкриття) проти деградуючих (в тому числі і буквально — біологічно) «імперіалістів-змовників» .

## Шагінян як шевченкознавець
У літературознавчій праці багато уваги приділяла шевченкознавству: 1939 здійснила подорож по шевченківських місцях України. 1941 опублікувала монографію «Шевченко» (є в українському й чеському перекладах), в якій, крім біографії, особливу увагу звернула на висвітлення проблем естетики й поетики Шевченка та на характеристику його мистецької спадщини. Крім того, статті «Русская проза Шевченко» («Красная Новь», 1939, 3), «Эстетика Тараса Шевченко» («Новый Мир», 1939, 3), «Аральская экспедиция» («Молодая гвардия», 1940, 8), «У ряду геніїв людства» («Вітчизна», 1961, 3) та ін.

## Друковані книги (російською)
- книга стихов «Первые встречи» (1909)
- «О блаженстве имущего. Поэзия З. Н. Гиппиус» (1913)
- «Orientalia» (1913)
- «Узкие врата»(1914)
- «Две морали» (1914)
- «Семь разговоров» (1915)
- «Своя судьба» (1916)
- «Приключения дамы из общества» (1923)
- «Перемена» (1923)
- «Гироцентраль» (1928)
- «Месс Менд, или Янки в Петрограде» (1924)
- «Кик» (1928)
- «Урал в обороне» (1944)
- сборник очерков «По Советской Армении» (1950)
- книга очерков «Зарубежные письма» (1964)
- «Лениниана» (1937—1968)
- «Путешествие в Веймар» (1914; «Гёте» (1950))
- «Т. Шевченко» (1941)
- «И. А. Крылов» (1944)
- «Этюды о Низами» (1955)
- «Воскрешение из мёртвых» (1964)
- " Йозеф Мислівечек ", серия ЖЗЛ, о чешском композиторе, современнике Моцарта и Максима Березовского (1967)